# Parafia św. Mikołaja w Gąbinie
Parafia pw. św. Mikołaja w Gąbinie – parafia rzymskokatolicka należąca do dekanatu gąbińskiego, diecezji płockiej, metropolii warszawskiej. Mieści się przy ulicy Warszawskiej. Duszpasterstwo w niej prowadzą księża diecezjalni.

## Historia parafii i kościoła w Gąbinie
Pierwszy kościół został zbudowany przez jednego z Książąt Mazowieckich na początku XV w. Tym fundatorem był najprawdopodobniej Ziemowit, książę na Rawie i Sochaczewie, który w 1437 r. po wielkim spustoszeniu miasta nadaje Gąbinowi przywilej, darząc go prawem niemieckimi pozwalając używać pastwisk i lasu. Król Kazimierz IV w 1462 r. potwierdził ten przywilej i obdarzył mieszkańców Gąbina przywilejami.
Gąbin od początku swej historii posiadał dwa kościoły katolickie: parafialny pod wezwaniem św. Mikołaja i kościół szpitalny pw. Świętego Krzyża. O tym ostatnim pisano jeszcze podczas wizytacji bpa Łubieńskiego w 1630 r. Bp Goślicki w 1603 r. mówił o kościele parafialnym, że był murowany i ozdobny. Posiadał 8 ołtarzy, których kilka należało do rozmaitych bractw. Mury kościoła parafialnego pozostały mimo burz dziejowych te same aż do połowy XIX w.
W roku 1834 powstał pożar w pobliskich domach, który przerzuciwszy się na kościół znacznie go uszkodził. Dzięki staraniom ks. Rogozińskiego odremontowano zniszczenia i postawiono krzyż na kościele. Taki stan kościoła przetrwał aż do 1890 r.
W Wielki Piątek 1913 roku w nocy wybuchnął wewnątrz kościoła groźny pożar, który go całkowicie zniszczył, pozostały tylko w części fundamenty kościoła. Już następnego roku przystąpiono do budowy kościoła. Inicjatorem tych prac był ks. prałat Jan Matulanis. Jego dzieło kontynuował potem ks. Bronisław Kaczorowski. Po 20 latach pracy kapłańskiej nadzwyczajnej ofiarności wiernych stanął piękny neogotycki kościół, którego wieża ponad 60 metrowej wysokości widoczna była zupełnie wyraźnie ze Wzgórza Tumskiego w Płocku. Konsekracji nowego kościoła dokonał abp Antoni Julian Nowowiejski w roku 1934, późniejszy błogosławiony męczennik Płockiej diecezji. Lata przedwojenne to okres wytężonej pracy nad wystrojem nowej świątyni. Podjął się tego dzieła ks. kanonik Władysław Turowski oraz jego wikariusz ks. Marian Żebrowski, którzy w czasie wojny wraz z księżmi dekanatu gąbińskiego zostali wywiezieni do Dachau.
W czasie działań wojennych najeźdźca wykorzystywał miejscowych Żydów, łudząc ich obietnicą wolności, do rozbiórki kościoła parafialnego. Rok 1942 jest datą zniknięcia kościoła z powierzchni ziemi.
Po wojnie ks. prałat Marian Okólski podejmuje się na gruzach poprzedniego kościoła budowy  prowizorycznego kościoła, który przez 13 lat pełnił funkcję kościoła parafialnego. W 1954 po śmierci ks. Kanonika Wacława Woźniaka (spoczywającego na Gąbińskim cmentarzu) parafię wtedy obejmował ks. Stefan Budczyński, budowniczy obecnej świątyni. Po zatwierdzeniu projektu budowy 12 grudnia 1957 roku rozpoczynają się prace nad budową nowej – obecnej świątyni. Prace zakończono 16 października 1966 roku w roku Milenijnym jako dar dla Polskiego Kościoła. Obecną świątynię konsekrował bp Bogdan Marian Wincenty Sikorski.

## Zasięg parafii
W granicach parafii znajdują się miejscowości:

- miasto Gąbin
- Annopol,
- Gorzewo Kolonia,
- Guzew,
- Jadwigów,
- Nowy Kamień,
- Kamień Słubice,
- Stary Kamień,
- Kamień Czesławów,
- Koszelew,
- Kunki,
- Lipińskie,
- Radycza,
- Robertów,
- Rybie,
- Smolenta,
- Staw,
- Topólno,
- Zdwórz,
- Zofiówka.

## Duszpasterze
Prezbiterzy posługujący w parafii Gąbin
Źródło:
- Gismar – około 1222 r.
- Piotr – 1445 r.
- Maciej Drzewicki – od 1449 r.
- Tomasz Trębczyński – od 1478 r.
- Rogoziński Fabian – od 1821 r. do 1838 r.
- Czajkowski Adam – od 1839 r. do 1841 r.
- Kiełczewski Andrzej – od 1842 r. do 1863 r.
- Czarnowski Ksawery – od 1864 r. do 1893 r.
- Tomaszewski Franciszek – od 1894 r. do 1896 r.
- Zawadzki Grzegorz – od 1897 r. do 1902 r.
- Ostrowski Klemens – od 1903 r. do 1906 r.
- Matulanis Jan – od 1907 r. do 1925 r.
- Kaczorowski Bronisław – od 1926 r. do 1933 r.
- Turowski Władysław – od 1935 r. do 1937 r.

Z okresu II wojny światowej brak schematyzmów
- Okólski Marian – od 1945 r. do 1948 r.
- Woźniak Wacław – od 1948 r. do 1955 r.
- Stefan Budzczyński – od 1955 r. do 1977 r.
- Roman Edmund – od 1977 r. do 1983 r.
- Kacprzycki Franciszek – od 1983 r. do 1988 r.
- Drozdowski Jerzy – od 1993 r. do 2009 r.
- Józef Szczeciński – od 2009 r. do 2018 r.
- Andrzej Feliks Świderski – od 2018 r. do kwietnia 2020 r.[2]
- Dariusz Piskorski – od 2020 r.